# Сётай
Сётай (яп. 昌泰 сё:тай, щедрый покой) — девиз правления (нэнго) японскогго императора Дайго, использовавшийся с 898 по 901 год .

## Продолжительность
Начало и конец эры:
- 26-й день 4-й луны 10-го года Кампё (по юлианскому календарю — 20 мая 898 года);
- 15-й день 7-й луны 4-го года Сётай (по юлианскому календарю — 31 августа 901 года).

## Происхождение
Название нэнго было заимствовано из 30-го цзюаня классического древнекитайского сочинения Книга Тан:「営営聖祖興、赫赫昌基泰」.

## События
- 7 декабря 899 года (1-й день 11-й луны 2-года Сётай) — наступило зимнее солнцестояние, и все видные чиновники империи предстали ко двору императора[6];
- 6 февраля 900 года (3-й день 1-й луны 3-года Сётай) — император Дайго навестил отца[7];
- 900 год (10-я луна 3-года Сётай) — дайдзё тэнно Уда посетил храмы на склонах горы Коя-сан (сегодня это территория префектуры Вакаяма, к югу от Осаки)[8].

## Сравнительная таблица
Ниже представлена таблица соответствия японского традиционного и европейского летосчисления. В скобках к номеру года японской эры указано название соответствующего года из 60-летнего цикла китайской системы гань-чжи. Японские месяцы традиционно названы лунами.
| 1-й год Сётай (Земляная Лошадь)        | 1-я луна       | 2-я луна*  | 3-я луна  | 4-я луна* | 5-я луна  | 6-я луна  | 7-я луна*              | 8-я луна   | 9-я луна*   | 10-я луна  | 10-я луна* (високосная) | 11-я луна    | 12-я луна*    |
| -------------------------------------- | -------------- | ---------- | --------- | --------- | --------- | --------- | ---------------------- | ---------- | ----------- | ---------- | ----------------------- | ------------ | ------------- |
| Юлианский календарь                    | 26 января 898  | 25 февраля | 26 марта  | 25 апреля | 24 мая    | 23 июня   | 23 июля                | 21 августа | 20 сентября | 19 октября | 18 ноября               | 17 декабря   | 16 января 899 |
| 2-й год Сётай (Земляная Коза)          | 1-я луна       | 2-я луна*  | 3-я луна  | 4-я луна* | 5-я луна  | 6-я луна* | 7-я луна               | 8-я луна   | 9-я луна*   | 10-я луна  | 11-я луна*              | 12-я луна    |               |
| Юлианский календарь                    | 14 февраля 899 | 16 марта   | 14 апреля | 14 мая    | 12 июня   | 12 июля   | 10 августа             | 9 сентября | 9 октября   | 7 ноября   | 7 декабря               | 5 января 900 |               |
| 3-й год Сётай (Металлическая Обезьяна) | 1-я луна*      | 2-я луна*  | 3-я луна  | 4-я луна* | 5-я луна  | 6-я луна* | 7-я луна               | 8-я луна   | 9-я луна*   | 10-я луна  | 11-я луна               | 12-я луна*   |               |
| Юлианский календарь                    | 4 февраля 900  | 4 марта    | 2 апреля  | 2 мая     | 31 мая    | 30 июня   | 29 июля                | 28 августа | 27 сентября | 26 октября | 25 ноября               | 25 декабря   |               |
| 4-й год Сётай (Металлический Петух)    | 1-я луна       | 2-я луна*  | 3-я луна  | 4-я луна* | 5-я луна* | 6-я луна  | 6-я луна* (високосная) | 7-я луна   | 8-я луна*   | 9-я луна   | 10-я луна               | 11-я луна    | 12-я луна*    |
| Юлианский календарь                    | 23 января 901  | 22 февраля | 23 марта  | 22 апреля | 21 мая    | 19 июня   | 19 июля                | 17 августа | 16 сентября | 15 октября | 14 ноября               | 14 декабря   | 13 января 902 |

* звёздочкой отмечены короткие месяцы (луны) продолжительностью 29 дней. Остальные месяцы длятся 30 дней.